# Draaiorgel de Bloemenmeid

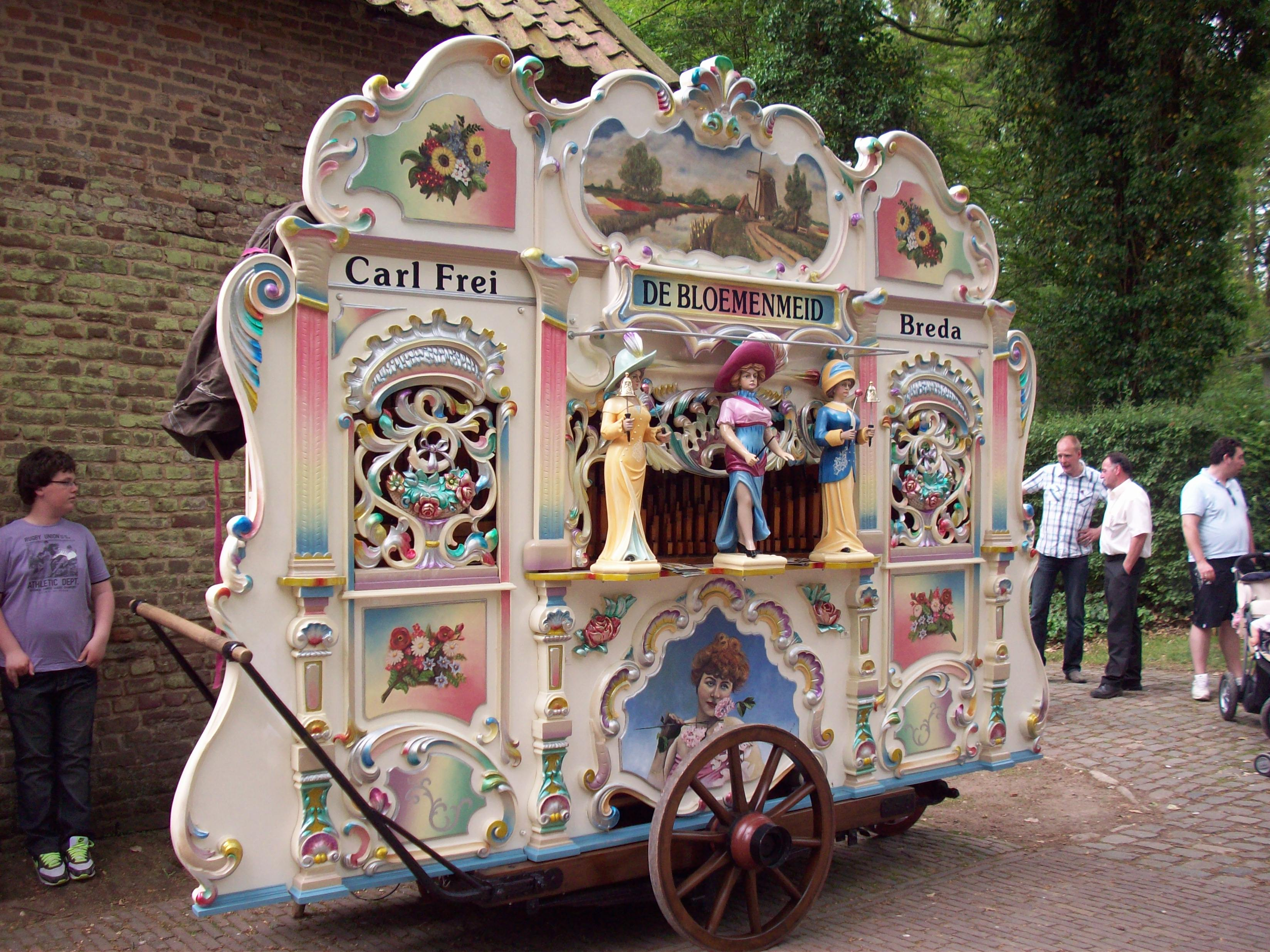
Draaiorgel de Bloemenmeid, in het Ned. Openluchtmuseum te Arnhem

Draaiorgel de Bloemenmeid is een Nederlands straatorgel dat oorspronkelijk als Gaviolicilinderorgel gebouwd werd. Het orgel telt 72 toetsen.

## Levensloop
Het orgel werd oorspronkelijk als Gaviolicilinderorgel gebouwd en deed dienst in een danszaal in Antwerpen. Gavioli verbouwde het tot boekorgel en verkocht het aan Bursens. De nieuwe eigenaar plaatste o.a. een serie wit geschilderde flûte-harmonique fluiten in het orgel, welke scherp afstaken tegen het toen bruin geschilderde orgelfront. Daardoor werd het orgel ook wel De Chocoladekast en De bruine met de witte fluiten genoemd. Omstreeks 1920 verkocht Bursens het orgel aan Gebr. Warnies. 
Omstreeks 1923 werd de flûte-harmonique verwijderd en het orgel werd in een lichtere kleur geschilderd. Toen kreeg het orgel de naam De kattebak mee. In 1926 werd het front en de bezetting door de orgelfabriek Gebroeders Decap uit Antwerpen wederom drastisch veranderd. Er werden twee gesloten zijpanelen met schilderijen aan het orgel toegevoegd. Op een daarvan werd een dame met een mandje met bloemen geschilderd. In 1933 werd het orgel eigendom van Van Jaaren die het orgel liet verbouwen bij Carl Frei. Frei breidde het orgel uit tot 72 toetsen waarbij de typische Belgische Decap klank en de dichte panelen met schilderijen kwamen hierbij te vervallen.
Op de plaatsen van die schilderijen werden er houtsnijwerken aangebracht met gebeeldhouwde bloemenmanden.
Het orgel is enkele jaren geleden gerestaureerd.

## Naamsverandering
Het orgel heeft voordat het door de Antwerpse firma Decap werd verbouwd de minder flatteuse naam De Kattenbak gehad.
Eigenaar en orgelverhuurder Willem van Jaaren heeft het orgel tussen 1940 en 1943 herdoopt tot De Bloemenmand. Hij verhuurde het in Groningen. Toen in 1943 het orgel in handen kwam van Henk Möhlmann werd het orgel weer als vanouds De Bloemenmeid genoemd.

## Bron
- Boek: Glorieuze orgeldagen, F. Wieffering, 1965, blz. 153-154